# Konrad I. (Brandenburg)

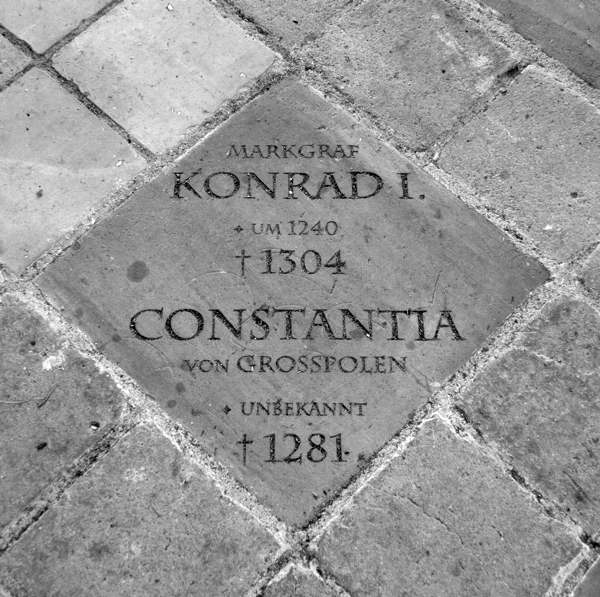
Begräbnis mit seiner Gemahlin Konstanze von Großpolen im Kloster Chorin

Konrad I. von Brandenburg (* um 1240; † 1304, auch Conrad) war Markgraf (Mitregent) von Brandenburg aus dem Geschlecht der Askanier.

## Leben
Konrad I. wurde als viertes von sechs Kindern des Markgrafen Johann I. von Brandenburg und dessen Gemahlin Sophia von Dänemark geboren. 1260 heiratete er mit Konstanze die erstgeborene Tochter des 1257 verstorbenen Herzogs Herzog Przemyslaw I. von Großpolen. Die arrangierte Ehe mit dem östlichen Herzogtum diente zur Absicherung der damals weiterhin nach Nordosten expandierenden Neumark. Mit dem Tod des Vaters im Jahre 1266, wurde er im Alter von 26 Jahren, gemeinsam mit seinen älteren Brüdern Johann II. und Otto IV. zum Mitregenten über den johanneischen Zweig der Mark Brandenburg. Sein gemäß väterlicher Disposition angewiesenes Regierungsgebiet war die Neumark östlich der Oder, in der auch sein Vetter Markgraf Otto V. vom ottonischen Familienzweig ein Refugium hatte. Hier geriet er in wechselvolle Konflikte mit den Herzögen von Pommerellen. Für Herzog Mestwin II. Partei ergreifend, der zuvor im Vertrag von Landin ein Vasall Brandenburgs geworden war, half er diesem bei dessen Streit mit dem jüngeren Bruder und einem Onkel. Als Preis für die Unterstützung wurde das stark deutschbesiedelte Danzig zugesagt, welches Konrad auch eroberte. Nach erfolgreichem Abschluss des pommerellschen Bruderkriegs, der mit dem Tod des jüngeren Bruders und Rivalen Mestwins endete, forderte der nun allein im Herzogtum regierende Mestwin II. die aufblühende Hansestadt Danzig von Konrad und den Brandenburgern zurück, womit er seine eigenen Zusagen brach. Die brandenburgische Garnison verweigerte die Übergabe und wehrte einen Eroberungsversuch des Herzogs ab. Hierbei unterstützten Teile der deutschen Bevölkerung tatkräftig, unter der Führung des Patrizierrats. 
Herzog Mestwin II. suchte daraufhin, den Lehnseid gegenüber Brandenburg endgültig brechend, Unterstützung bei seinem polnischen Vetter, dem Piasten Herzog Bolesław VI., der mit einem Heer im Januar 1272 vor die Stadt zog und selbige samt Burg nach mehrwöchiger Belagerung eroberte. Es kam anschließend zu Übergriffen in Form von Enteignungen und sogar vereinzelten Todesurteilen gegenüber der deutschen Bevölkerung, die auch bei der zweiten Belagerung den Brandenburgern Beistand geleistet hatten.
An der Warthe kam es noch im Mai des gleichen Jahres zum Verlust der wichtigen Grenzbefestigung in Driesen.
Seine letzte Ruhe fand auch Konrad I. von Brandenburg 1304 im Kloster Chorin an der Seite seiner Gattin Konstanze.
Theodor Fontane gibt eine Inschrift aus dem Kloster Chorin nach den Choriner Amtsakten folgendermaßen wieder:

„Anno 1304 ist zu Sched (?) gestorben Markgraf Conrad (I.) Churfürst zu Brandenburg und ist allhier begraben.“

Unter seinem dritten Sohn Waldemar, später Waldemar der Große, wurden die drei brandenburgischen Zweige, die ältere- und jüngere Johanneische Linie sowie die Ottonische Linie, vereint.

## Kinder
Aus der Ehe mit Konstanze von Polen:
- Johann IV. (* um 1261; † 1305)
- Otto VII. († 1308), Tempelritter
- Waldemar (* um 1280; † 14. August 1319 in Bärwalde)
- Agnes († 1329) ⚭ 1300 mit Albrecht I. Fürst von Anhalt-Köthen († 1316)